# GECT Amphictyony
Le GECT Amphictyony est un groupement européen de coopération territoriale mis en place en 1er décembre 2008.

## Historique
Une charte de 1997 établissait le réseau Amphictyony de villes et régions jumelées de Méditerranée. Son nom provient du concept d'amphictyonie, qui désignait dans l'antiquité grecque une ligue regroupant des députés de plusieurs cités et ayant pour tâche de veiller au bon déroulement des festivités d'un sanctuaire.
Les membres de ce réseau ont, à la suite du règlement CE 1082/2006 instaurant les GECT, décidé de faire évoluer, d'amender la charte existante afin d'en faire un GECT.

## Statut
Le nom officiel du GECT  est « Groupement européen de coopération territoriale de l'Amphictyonie des villes jumelées et des zones de la Méditerranée » ; il est composé de jumelages auto-gouvernées, d'organismes  et d'associations gouvernementales à caractère autonome (communautés de communes) ainsi que des régions des pays de la Méditerranée ; il est organisé comme une société civile de nature à but non lucratif.
Le territoire sur lequel le GECT Amphictyonie peut exercer ses fonctions et organiser la coopération entre ses membres est celui qui se définit par le total de la surface au sol de la responsabilité administrative et territoriale ou de la juridiction des membres du GECT. Athènes est défini comme étant le siège administratif du GECT.

## Domaines d'activité
Comme les autres GECT, la coopération est assurée concrètement sur le terrain par divers moyens et au travers de diverses activités :
- L'action commune et la coopération entre ses membres
- Le respect à tous les niveaux des principes de liberté, de démocratie, de justice, de sécurité et de protection de l'environnement
- La facilitation et la promotion de la coopération transfrontalière et  inter-régionale, afin de renforcer la cohésion sociale et financière entre ses membres
- La réalisation de programmes qui sont cofinancés par l'Union européenne par l'intermédiaire du Fonds européen de développement régional, du Fonds social européen et du Fonds de cohésion
- La réalisation d'actions de coopération territoriale entre ses membres, avec ou sans participation financière de l'UE
- La collaboration avec les centres scientifiques et institutions, établies dans les pays de la Méditerranée, avec les institutions de l'UE et les organisations internationales
- L'échange d'informations, d'expériences, la promotion et l'application de pratiques efficaces parmi ses membres
- L'accès à l'information et des connaissances par le biais de l'utilisation des banques de données, nouvelles technologies et le développement de la société d'information
- La recherche, la poursuite, la préservation, la promotion et l'utilisation de l'identité culturelle des peuples de la Méditerranée à la sauvegarde du dialogue interculturel, le développement de liens d'amitié, de coopération, le respect et l'acceptation de la diversité
- Renforcement de la participation du citoyen et les institutions des sociétés locales dans le cadre de la territoriale, la collaboration financière et sociale entre ses membres

## Organes et fonctionnement
Le sommet de la structure du GECT est composé d'une assemblée générale, d'un conseil d'administration, du président du conseil d'administration, du comité exécutif et du comité d'audit.

### Assemblée générale
L'assemblée générale est l'organe suprême du GECT. Il élit les membres du comité d’administration et du comité d'audit. Il approuve les rapports administratifs et financiers du comité d'administration, le budget annuel, l'admission de nouveaux membres et leur exclusion, et l'octroi du statut d'observateur. Il définit la politique générale du GECT.
L’assemblée est composée par les représentants de tous ces membres. Chaque collectivité territoriale de premier ou second niveau, association ou région membre, est représenté comme suit : 1 représentant si la population ne dépasse pas 10 000 habitants, 2 représentants si la population ne dépasse pas 30 000 habitants et trois représentants si celle-ci dépasse les 30 000 habitants.
L'assemblée doit se réunir une fois par an, à son siège. Elle doit se réunit en session extraordinaire quand le conseil d'administration le décide ou quand un tiers de ses membres soumettent une requête au conseil d'administration. L'invitation à ces sessions doit comporter l'ordre du jour de la séance prévue. Le temps écoulé entre la réception de l'invitation et la tenue de l'assemblée générale ordinaire ne peut être de plus de trente jours. Ce temps est réduit à 15 jours lorsqu'il s'agit de l'assemblée générale extraordinaire.
Le quorum de l'assemblée générale est atteint lorsque plus de la moitié de ses membres est présente (donc la moitié plus un). Si le quorum n'est pas atteint, l'assemblée se réunit une nouvelle fois le lendemain quel que soit le nombre de membres présents.

### Conseil d'administration
Le conseil d'administration est composé de 13 membres qui sont élus par l'assemblée générale par un vote secret. Le conseil d'administration élit ensuite à la majorité absolue de ses membres, le président du conseil d'administration, les 1er et 2e vice-présidents, le secrétaire et le trésorier. Les cinq membres à obtenir le plus grand nombre de voix après l'élection des treize membres du conseil d'administration seront leurs remplaçants.
Le mandat des membres du Conseil d'administration est de deux ans. Le mandat peut être étendue jusqu'à l'élection des nouveaux membres du conseil d'administration, mais celle-ci ne peut excéder 3 mois.
Lorsque, au cours de son mandat, un membre du conseil d'administration décède, démissionne, ou perd son électivité, il sera remplacé lors de l'assemblée générale qui suit par le premier remplaçant.
Le conseil d'administration peut mettre en place des comités de travail pour l'assister dans ses travaux.
Le président du conseil d'administration représente le GECT devant les tribunaux, devant les autorités nationales ou de l'Union et auprès de tous les organes ou organisations internationales. Il signe tous les documents et ordonne les payements. Il peut déléguer une partie de ses compétences aux vice-présidents et il peut déléguer au directeur le droit de signer certains types de documents.

### Directeur
Le directeur est responsable de la bonne marche des opérations des services du GECT dont il coordonne les actions.
Le directeur s'occupe de toutes les tâches que le président du conseil d'administration lui délègue. Il propose des mesures et actions au conseil et vérifie que les résolutions du conseil sont appliquées.
Le directeur est nommé par une résolution du conseil d'administration et n'a pas à être élu.

### Comité exécutif
Le comité exécutif se compose d'un président, du secrétaire, et du trésorier du conseil.
La tâche du comité exécutif est de traiter des affaires courantes. Le conseil d'administration décide par une résolution de transférer certaines compétences au comité exécutif pour faciliter certaines opération telle que l'approbation des dépenses dans les limites du budget adopté par l'assemblée générale.

### Comité d'audit
Le comité d'audit se compose de trois membres élus en même temps que le conseil d'administration pour un mandat de deux ans. Les deux membres ayant obtenu le plus de voix, après ceux qui ont été élus au comité, sont membres remplaçants.
La tâche du comité d'audit, qui élit son président lors d'une réunion, est de vérifier les comptes à la fin de chaque exercice comptable et avant l'approbation du nouveau budget par l'assemblée générale.